# Winwick (Northamptonshire)
Winwick è un villaggio e parrocchia civile dell'Inghilterra, appartenente alla contea del Northamptonshire.